# We Are Here
We Are Here é uma canção da artista e compositora americana Alicia Keys. Estreou na página de Keys no Facebook em 8 de setembro de 2014, acompanhada por um post explicando as motivações e inspirações de Keys para a música.  Foi lançado digitalmente uma semana depois e Keys tocou a música no Today em 15 de setembro.
Após o lançamento da música, Keys lançou um movimento, chamado We Are Here Movement, pedindo um mundo mais igual e justo. Algumas questões sociais que o movimento promove estão acabando com a pobreza e a opressão, os direitos de mulheres e crianças e o ativismo ambiental. No site da causa, as pessoas podem ver e doar para 12 grupos diferentes, buscando, entre outras coisas, melhorar os direitos dos gays, combater a desigualdade racial no sistema de justiça americano e também sua própria organização, Keep a Child Alive. Keys doou US $ 1 milhão de seu próprio dinheiro, dividido igualmente entre os 12 grupos.

## Composição
Foi escrita e produzida por Keys, Swizz Beatz, Mark Batson e Harold Lilly. Uma balada animada, "We Are Here", descreve a frustração de Keys com questões nacionais e internacionais, incluindo o conflito entre Israel e Gaza e o surto do vírus Ebola, além de problemas com leis sobre educação e armas nos Estados Unidos.

## Videoclipe
O videoclipe de "We Are Here" estreou no Facebook em 8 de setembro de 2014 e foi enviado a sua página do YouTube/Vevo em 15 de setembro, onde já foi visto quase 8 milhões de vezes. O vídeo, dirigido por Art Johnson, foi filmado no topo de um arranha-céu na cidade de Nova York, com Keys tocando piano e cantando. No piano, as palavras "liberdade" e "paz" são escritas várias vezes. O vídeo termina com as palavras "A guerra acabou, se você quiser".

## Performances ao Vivo
"We Are Here" foi apresentado no Today em 15 de setembro de 2014. Durante a apresentação, Keys estava sentado atrás de um piano que dizia "Love".
Em 17 de setembro de 2014 foi performada no programa Elvis Duran e Morning Show. Em 19 de setembro de 2014 Keys fez uma aparição surpresa no iHeartRadio Music Festival em Las Vegas e tocou "We Are Here", durante a apresentação, foram mostradas fotos de pessoas e suas mensagens #WeAreHere. Em 27 de setembro de 2014, ela cantou junto com Amir-Kanoon e Idan Raichel no palco do Global Citizen Festival 2014 no Central Park, em Nova York. Em 29 de setembro de 2014, Keys apareceu no The View.e tocou "We Are Here". Keys tocou "We Are Here" junto com "Empire State of Mind " e "No One" no concerto We Can Survive de 2014, realizado no Hollywood Bowl em Los Angeles em 24 de outubro de 2014. Durante uma entrevista para o Yahoo! Style , Keys fez um trecho da música para Joe Zee. Keys também apresentou "We Are Here" no MTV Europe Music Awards 2014 em 9 de Novembro de 2014.

## Faixas e formatos
| Download Digital |               |         |  |
| N.º              | Título        | Duração |  |
| 1.               | "We Are Here" | 4:44    |  |

## Desempenho nas tabelas musicais
| \| Tabela musical (2014) \| Melhor posição \| \| ---------------------------------------------------------- \| -------------- \| \| Bélgica (Airplay Chart top 50 de Flandres)[13] \| 30 \| \| Bélgica (Airplay Chart top 40 da Valônia)[14] \| 43 \| \| Chéquia (IFPI Česká Republika)[15] \| 96 \| \| Coreia do Sul (Gaon Music Chart)[16] \| 41 \| \| Eslováquia (IFPI República Eslovaca)[17] \| 47 \| \| França (Syndicat National de l'Édition Phonographique)[18] \| 111 \| \| Japão (Japan Hot 100)[19] \| 55 \| \| Suíça (Schweizer Hitparade)[20] \| 32 \| |                |
| Tabela musical (2014) | Melhor posição |
| Bélgica (Airplay Chart top 50 de Flandres) | 30             |
| Bélgica (Airplay Chart top 40 da Valônia) | 43             |
| Chéquia (IFPI Česká Republika) | 96             |
| Coreia do Sul (Gaon Music Chart) | 41             |
| Eslováquia (IFPI República Eslovaca) | 47             |
| França (Syndicat National de l'Édition Phonographique) | 111            |
| Japão (Japan Hot 100) | 55             |
| Suíça (Schweizer Hitparade) | 32             |

## Histórico de lançamento
| País  | Data                   | Formato          | Gravadora       |
| ----- | ---------------------- | ---------------- | --------------- |
| Mundo | 15 de Setembro de 2014 | Download digital | Sony Music, RCA |
| Mundo | 15 de Setembro de 2014 | Streaming        | Sony Music, RCA |